# Рабенер, Готлиб Вильгельм
Готлиб Вильгельм Ра́бенер (нем. Gottlieb Wilhelm Rabener; 17 сентября 1714, Вахау в Нижней Австрии — 22 марта 1771, Дрезден) — немецкий писатель-сатирик.

## Биография
Родился в дворянской семье. Изучал право и философию в университете Лейпцига.
Служил аудитором и податным инспектором в Лейпциге и Дрездене.
Принадлежал к группе писателей и поэтов, тесно примыкавших к Геллерту, дружил с поэтами литературного круга Иоганна Кристофа Готтшеда (Крамер, Гертнер, Эберт, Шлегель, отчасти Клопшток) и помещавших свои произведения в выходивших под редакцией Гертнера «Neue Beiträge zum Vergnügen des Verstandes und Witzes» или «Bremer Beiträge».

## Творчество
Г. Рабенер — автор сатирических произведений, имеющих самую разнообразную форму: между ними короткие романы, рассказы, стихи, письма, похвальные речи, завещания, некрологи, описания фантастических снов, сказки, пословицы. Современники иногда называли Г. Рабенера «немецким Свифтом», яркий представитель эпистолярного жанра в литературе Германии.
Г. Рабенер не был лишен сатирического дарования, которое признавалось даже Гёте; он был знаком с творчеством Сервантеса, Хольберга, Свифта, но круг его наблюдений, по мнению авторов ЭСБЕ не широк, многих вопросов он совсем не касался, политика и общественная жизнь почти не затронуты им, отчасти из боязни саксонской цензуры.
Сатирику особенно удавались обличения невежества, педантизма, барской спеси и вообще человеческой глупости; его сатиры — портретная галерея неисправимых дураков и ничтожеств разного рода, иногда очень искусно осмеиваемых.
Г. Рабенер никогда не выводил определенных лиц, стараясь обличать пороки, а не порочных людей; в своих письмах к друзьям («Freundschaftliche Briefe», напечатаны уже после его смерти, 1772) он был смелее и откровеннее.
Оказал влияние на русские сатирические журналы екатерининского времени; фонвизинское «Письмо к Стародуму от дедиловского помещика Дурыкина» и «Письмо университетского профессора к Стародуму» — переделка на русские нравы двух статей Г. Рабенера: «Schreiben eines vom Adel an einen Professor» и «Antwort des Professoren».
Его произведения выходили в переводе на французский, английский, шведский и датский языки. Одна из басен была переведена на русский примерно в 1745 году подпоручиком Преображенского полка Василием Гриньковым, а затем переписана прапорщиком Азовского драгунского полка Семёном Кублицким в Санкт-Петербурге. Перевод не публиковался, рукопись хранится в старом здании библиотеки МГУ на Моховой улице.

## Избранные сочинения
- «Sammlung Satyrischer Schriften» (Лейпциг, 1751—55)
- «Sämmtliche Schriften» (Штутгарт, 1840).